# Polish Scientific Publishers PWN
Wydawnictwo Naukowe PWN (Editores Científicos Poloneses, em inglês e internacionalmente Polish Scientific Publishers PWN ; até 1991 Państwowe Wydawnictwo Naukowe - Editores Científicos Nacionais, em inglês e internacionalmente National Scientific Publishers PWN, PWN) é um editor de livros polonês, fundado em 1951.